# Nicoletta Machiavelli
Nicoletta Machiavelli, pseudonimo di Nicoletta Rangoni Machiavelli (Stuffione, 1º agosto 1944 – Seattle, 15 novembre 2015), è stata un'attrice italiana, attiva fino ai primi anni ottanta.

## Biografia
Discendente di casa Rangoni e di Niccolò Machiavelli, fu scelta ventenne ad un provino dal regista Carlo Lizzani per una parte nel film Thrilling (1965), affermandosi poi come protagonista nel ruolo di Domenicangela in Una questione d'onore (1965), diretta da Luigi Zampa, accanto a Ugo Tognazzi.
Nel 1970 Nicoletta Machiavelli fece carriera in Francia: ottenne la parte della moglie di Alain Delon in Tony Arzenta (1973) e interpretò un ruolo di supporto in Esecutore oltre la legge (1974). Un grande successo fu Il piacere malvagio (1975), accanto a Claude Jade e Anny Duperey.
Negli anni settanta lavorò anche in alcuni sceneggiati RAI; da segnalare nel 1977 la sua interpretazione nel film Al di là del bene e del male di Liliana Cavani.
Negli anni successivi accettò di lavorare in produzioni di vario genere, tra cui film western, polizieschi e commedie, senza però riuscire a lasciare una traccia significativa in questi lavori, sino all'abbandono definitivo del mondo del cinema per ritirarsi a vita privata nei pressi di Bologna; avvicinatasi in seguito al pensiero di Osho (1978), lasciò l'Italia, spostandosi in diverse nazioni. Morì nel 2015 negli Stati Uniti, dove si era infine stabilita: il funerale venne celebrato con rito indiano.

## Filmografia
- Una questione d'onore, regia di Luigi Zampa (1965)
- L'autostrada del sole, episodio di Thrilling, regia di Carlo Lizzani (1965)
- Un fiume di dollari, regia di Carlo Lizzani (1966)
- Il marito di Roberta, episodio di I nostri mariti, regia di Luigi Filippo D'Amico (1966)
- Se tutte le donne del mondo... (Operazione Paradiso), regia di Henry Levin e Arduino Maiuri (1966)
- Navajo Joe, regia di Sergio Corbucci (1966)
- Matchless, regia di Alberto Lattuada (1967)
- Faccia a faccia, regia di Sergio Sollima (1967)
- Odia il prossimo tuo, regia di Ferdinando Baldi (1968)
- Temptation, regia di Lamberto Benvenuti (1968)
- Le dolci signore, regia di Luigi Zampa (1968)
- Un minuto per pregare, un istante per morire, regia di Franco Giraldi (1968)
- Giarrettiera Colt, regia di Gian Rocco (1968)
- Candy e il suo pazzo mondo (Candy), regia di Christian Marquand (1968)
- Una lunga fila di croci, regia di Sergio Garrone (1969)
- Scarabea - Di quanta terra ha bisogno un uomo?, regia di Hans-Jürgen Syberberg (1969)
- Quei temerari sulle loro pazze, scatenate, scalcinate carriole (Monte Carlo or Bust!), regia di Ken Annakin (1969)
- Operazione ladro, serie televisiva, episodio Who'll Bid 2 Million Dollars?, regia di Jeannot Szwarc (1969)
- Femmine insaziabili, regia di Alberto De Martino (1969)
- La cattura, regia di Paolo Cavara (1969)
- Le castagne sono buone, regia di Pietro Germi (1970)
- Necropolis, regia di Franco Brocani (1970)
- Policeman, regia di Sergio Rossi (1971)
- L'uomo dal cervello trapiantato (L'Homme au cerveau greffé), regia di Jacques Doniol-Valcroze (1971)
- L'amante dell'Orsa Maggiore, regia di Valentino Orsini (1972)
- Storie scellerate, regia di Sergio Citti (1973)
- Le avventure del barone Von Trenck, sceneggiato televisivo in 3 episodi, regia di Fritz Umgelter (1973)
- Lungo il fiume e sull'acqua, sceneggiato televisivo, regia di Alberto Negrin (1973)
- Mordi e fuggi, regia di Dino Risi (1973)
- Tony Arzenta, regia di Duccio Tessari (1973)
- La coppia, regia di Enzo Siciliano (1973)
- Esecutore oltre la legge (Les Seins de glace), regia di Georges Lautner (1974)
- L'importante è amare (L'important c'est d'aimer), regia di Andrzej Żuławski (1975)
- Le malin plaisir, regia di Bernard Toublanc-Michel (1975)
- La gang dell'Anno Santo (L'Année sainte), regia di Jean Girault (1976)
- Il trucido e lo sbirro, regia di Umberto Lenzi (1976)
- Al di là del bene e del male, regia di Liliana Cavani (1977)
- L'autunno del generale, film TV, regia di Mario Procopio (1982)
- La fuite en avant, regia di Christian Zerbib (1983)

## Doppiatrici
- Rita Savagnone in Navajo Joe, Il trucido e lo sbirro
- Fiorella Betti in Un fiume di dollari
- Maria Pia Di Meo in Odia il prossimo tuo
- Flaminia Jandolo in L'importante è amare